# Erlau (Aalen)

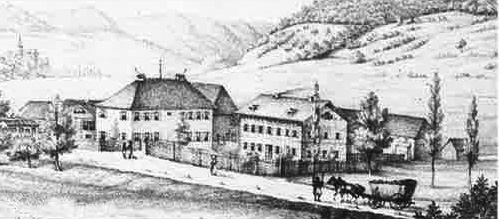
Erlau im Jahr 1845

Erlau ist ein abgegangener Wohnplatz auf dem Gebiet der Stadt Aalen.

## Lage
Erlau lag weniger als zwei Kilometer südöstlich der Aalener Stadtmitte rechtsseits des Kochers im Mündungswinkel des Pflaumbachs.

## Geschichte
Die Geschichte des Wohnplatzes Erlau ist eng mit der Erlau AG verbunden, die heute zur Unterkochener Firma RUD Ketten Rieger & Dietz gehört. Im Jahre 1828 wurde weit außerhalb der Aalener Stadtgrenzen ein Drahtzug errichtet. Dieser wurde direkt in den mit Erlen bewachsenen Flussauen des Kochers errichtet, woher der Name rührt. In der Vergangenheit war die Bezeichnung des Wohnplatzes und der Werkstätte häufig dieselbe, weshalb auf alten Karten und Beschreibungen häufig die Bezeichnung Drahtzug auf der Erlau oder nur Drahtzug zu finden ist.
Ab 1847 wurde der einfache Drahtzug erweitert, indem bis 1854 noch ein Hammerwerk, ein Walzwerk, eine Kettenfabrik und eine Nagelfabrikation errichtet wurden. Auch wurden mehrere Arbeiterwohnungen gebaut, so dass um die Fabrik ein kleiner Weiler entstand. Beim Bau der Bahnstrecke Aalen–Ulm erhielt Erlau seinen eigenen Haltepunkt, der jedoch heute nicht mehr existiert.
Im Jahr 1952 wurde Erlau, wie auch das benachbarte Erzgrube, dem eigentlichen Stadtgebiet eingegliedert.